# Kaukaveld
Il Kaukaveld o Omaheke è la parte del deserto del Kalahari compreso fra la Namibia occidentale e il Botswana nordoccidentale. Il nome "Omaheke", in lingua herero, significa "veld di sabbia" (il termine "veld" si riferisce al terreno aperto non coltivato). Il Kaukaveld ha un'estensione di 32.000 km²; inizia a est di Grootfontein ed è delimitato a nord e a sud da due corsi d'acqua effimeri, il Kaudom e l'Epukiro.